# Romulea bifrons
Romulea bifrons är en irisväxtart som beskrevs av Carlos Pau. Romulea bifrons ingår i släktet Romulea och familjen irisväxter.
Artens utbredningsområde är Marocko. Inga underarter finns listade i Catalogue of Life.